# بي ويلسون
بي ويلسون (بالإنجليزية: P. Wilson)‏ هو محامي هندي، ولد في 6 يونيو 1966.